# Vasco Guedes de Carvalho e Meneses
Vasco Guedes de Carvalho e Meneses (Massarelos, 5 de agosto de 1824 - Amarante, 1 de janeiro de 1905) foi um militar e administrador colonial português.
Era filho de Francisco Guedes de Carvalho e Meneses da Costa, 1.º visconde da Costa com Ana José de Portugal e Meneses e irmão de José Guedes de Carvalho e Meneses, governador de Moçambique.
Foi nomeado Governador-Geral de Moçambique em 1853, assumindo o cargo que exerceu de 1854 até 1857. Durante seu governo naquela colônia, supostamente fez grande fortuna com o tráfico negreiro, sendo por isso destituído pelo rei Dom Pedro V. Pacificou a região de Quelimane, entretanto, durante seu governo, cerca de seis mil pessoas morreram de fome por conta da escassez das colheitas.
Após relativo ostracismo, é nomeado Governador de Cabo Verde em 1878, sendo ainda no mesmo ano nomeado governador-geral de Angola. Exerceu o governo de Angola até 1880.
Em 1889 foi nomeado 103.º governador-geral da Índia Portuguesa, cargo que exerceria até 1891.
Foi Comendador da Ordem de Nossa Senhora da Conceição de Vila Viçosa.